# Sai-li Shan
Sai-li Shan är en bergskedja i Kazakstan, på gränsen till Kina. Den ligger i den östra delen av landet, 1 100 km öster om huvudstaden Astana.